# 魏俊星
魏俊星（1955年10月—），辽宁黑山人，中华人民共和国政治人物。

## 生平
辽宁省纺织工业学校毕业。原辽宁省政府副秘书长，曾在铁岭任职28年。落马前拥有多个头衔：研究员、教授级高级工程师，国家级有突出贡献专家，终身享受国务院特殊津贴。
毕业于辽宁省纺织工业学校，后担任开原县纺织厂副厂长、厂长。1989年6月，任开原亚麻厂厂长。1997年3月，任开原市人民政府副市长；1999年2月，任铁岭市市长助理。2001年1月，任中共开原市委书记；2006年6月任中共铁岭市委常委。2010年12月，任中共锦州市委副书记，锦州市副市长、代理市长。2011年1月，当选锦州市市长。2011年11月16日，调任辽宁人民省政府副秘书长。2015年1月16日，因涉嫌严重违纪违法被调查。
有媒体报道，魏俊星是赵本山的密友。华西都市报2009年12月7日曾报道，在《乡村爱情3》关机仪式现场，时任铁岭市委常委、开原市委书记的魏俊星在发言中表示，“感激亲爱的本山，多年来全力支持铁岭和开原的发展。铁岭因为有了赵本山名扬四海，铁岭也会在生活上、艺术上成为赵本山最坚强的后盾。”